# Subdiviziunile Statelor Unite ale Americii

Hartă a Statelor Unite ale Americii

Statele Unite ale Americii sunt împărțite în 50 state și un district federal, Districtul Columbia conținând capitala Statelor Unite Washington, D.C.. Statele Unite ale Americii au cinci teritorii insulare dependente. Insulele Minore Îndepărtate ale Statelor Unite sunt niște insule aparținând Statelor Unite fără populație permanentă în Caraibe și Oceanul Pacific.
Statele Federate ale Microneziei, Insulele Marshall și Palau sunt state suvernae în Oceanul Pacific în asociere liberă cu Statele Unite ale Americii.

## State
Statele Unite ale Americii au 50 de state. Patru dintre ele (Kentucky, Massachusetts, Pennsylvania și Virginia) folosesc numele oficial de Commonwealth of... (Statul asociat...) în loc de State of... (Statul...).
Această listă conține cele 50 de state componente ale Statelor Unite ale Americii, codul poștal, folosit ca abrievere, suprafața, capitala și cel mai mare oraș, data admiterii în Uniune și entitatea de care statul a făcut parte înaintea admiterii.
| Numele statului  | Cod poștal | Suprafață (km²) | Capitală         | Cel mai mare oraș | Comitate [A] | Admisie           | Entitate înainte admiterii în Uniune               |
| ---------------- | ---------- | --------------- | ---------------- | ----------------- | ------------ | ----------------- | -------------------------------------------------- |
| Alabama          | AL         | 135.765         | Montgomery       | Birmingham        | 67           | 14 decembrie 1819 | Teritoriul Alabama                                 |
| Alaska           | AK         | 1.717.854       | Anchorage        | Anchorage         | 27           | 3 ianuarie 1959   | Teritoriul Alaska                                  |
| Arizona          | AZ         | 295.254         | Phoenix          | Phoenix           | 15           | 14 februarie 1912 | Teritoriul Arizona                                 |
| Arkansas         | AR         | 137.002         | Little Rock      | Little Rock       | 75           | 15 iunie 1836     | Teritoriul Arkansas                                |
| California       | CA         | 423.970         | Sacramento       | Los Angeles       | 58           | 9 septembrie 1850 | Cedat de Mexic după Războiul mexicano-american     |
| Carolina de Nord | NC         | 139.509         | Raleigh          | Charlotte         | 100          | 21 noiembrie 1789 | Provincia Carolina de Nord                         |
| Carolina de Sud  | SC         | 82.931          | Columbia         | Columbia          | 46           | 23 mai 1788       | Provincia Carolina de Sud                          |
| Colorado         | CO         | 269.837         | Denver           | Denver            | 63           | 1 august 1876     | Teritoriul Colorado                                |
| Connecticut      | CT         | 14.356          | Hartford         | Bridgeport        | 8            | 9 ianuarie 1788   | Colonia Connecticut                                |
| Dakota de Nord   | ND         | 183.272         | Bismarck         | Fargo             | 53           | 2 noiembrie 1889  | Teritoriul Dakota                                  |
| Dakota de Sud    | SD         | 199.905         | Pierre           | Sioux Falls       | 66           | 2 noiembrie 1889  | Teritoriul Dakota                                  |
| Delaware         | DE         | 6.452           | Dover            | Wilmington        | 3            | 7 decembrie 1787  | Colonia Delaware                                   |
| Florida          | FL         | 170.304         | Tallahassee      | Jacksonville      | 67           | 3 martie 1845     | Teritoriul Florida                                 |
| Georgia          | GA         | 153.909         | Atlanta          | Atlanta           | 159          | 2 ianuarie 1788   | Provincia Georgia                                  |
| Hawaii           | HI         | 28.311          | Honolulu         | Honolulu          | 5            | 21 august 1959    | Teritoriul Hawaii                                  |
| Idaho            | ID         | 216.632         | Boise            | Boise             | 44           | 3 iulie 1890      | Teritoriul Idaho                                   |
| Illinois         | IL         | 141.998         | Springfield      | Chicago           | 102          | 3 decembrie 1818  | Teritoriul Illinois                                |
| Indiana          | IN         | 94.321          | Indianapolis     | Indianapolis      | 92           | 11 decembrie 1816 | Teritoriul Indiana                                 |
| Iowa             | IA         | 145.743         | Des Moines       | Des Moines        | 99           | 28 decembrie 1846 | Teritoriul Iowa                                    |
| Kansas           | KS         | 213.096         | Topeka           | Wichita           | 105          | 29 ianuarie 1861  | Teritoriul Kansas                                  |
| Kentucky[B]      | KY         | 104.659         | Frankfort        | Louisville        | 120          | 1 iunie 1792      | cedat de Virginia                                  |
| Louisiana        | LA         | 135.382         | Baton Rouge      | New Orleans       | 64           | 30 aprilie 1812   | Teritoriul Orleans                                 |
| Maine            | ME         | 91.646          | Augusta          | Portland          | 16           | 15 martie 1820    | cedat de Massachusetts                             |
| Maryland         | MD         | 32.133          | Annapolis        | Baltimore         | 24           | 28 aprilie 1788   | Provincia Maryland                                 |
| Massachusetts[C] | MA         | 27.336          | Boston           | Boston            | 14           | 6 februarie 1788  | Provincia Massachusetts Bay                        |
| Michigan         | MI         | 253.793         | Lansing          | Detroit           | 83           | 26 ianuarie 1837  | Teritoriul Michigan                                |
| Minnesota        | MN         | 225.181         | Saint Paul       | Minneapolis       | 87           | 11 mai 1858       | Teritoriul Minnesota                               |
| Mississippi      | MS         | 125.443         | Jackson          | Jackson           | 82           | 10 decembrie 1817 | Teritoriul Mississippi                             |
| Missouri         | MO         | 180.533         | Jefferson City   | Kansas City       | 115          | 10 august 1821    | Teritoriul Missouri                                |
| Montana          | MT         | 381.156         | Helena           | Billings          | 57           | 8 noiembrie 1889  | Teritoriul Montana                                 |
| Nebraska         | NE         | 200.520         | Lincoln          | Omaha             | 93           | 1 martie 1867     | Teritoriul Nebraska                                |
| Nevada           | NV         | 286.367         | Carson City      | Las Vegas         | 17           | 31 octombrie 1864 | Teritoriul Nevada                                  |
| New Hampshire    | NH         | 24.217          | Concord          | Manchester        | 10           | 21 iunie 1788     | Provincia New Hampshire                            |
| New Jersey       | NJ         | 22.608          | Trenton          | Newark            | 21           | 18 decembrie 1787 | Provincia New Jersey                               |
| New Mexico       | NM         | 315.194         | Santa Fe         | Albuquerque       | 33           | 6 ianuarie 1912   | Teritoriul New Mexico                              |
| New York         | NY         | 141.299         | Albany, New York | New York City     | 62           | 26 iulie 1788     | Provincia New York                                 |
| Ohio             | OH         | 116.096         | Columbus         | Columbus          | 88           | 1 martie 1803     | Teritoriul de Nord-Vest                            |
| Oklahoma         | OK         | 181.195         | Oklahoma City    | Oklahoma City     | 77           | 16 noiembrie 1907 | Teritoriul Oklahoma și Teritoriul Indian           |
| Oregon           | OR         | 255.026         | Salem            | Portland          | 36           | 14 februarie 1859 | Teritoriul Oregon                                  |
| Pennsylvania[D]  | PA         | 119.283         | Harrisburg       | Philadelphia      | 67           | 12 decembrie 1787 | Provincia Pennsylvania                             |
| Rhode Island[E]  | RI         | 3.140           | Providence       | Providence        | 5            | 29 mai 1790       | Colonia Rhode Island și al Plantațiilor Providence |
| Tennessee        | TN         | 109.247         | Nashville        | Memphis           | 95           | 1 iunie 1796      | pământ donat de Carolina de Nord                   |
| Texas            | TX         | 696.241         | Austin           | Houston           | 254          | 29 decembrie 1845 | Republica Texas                                    |
| Utah             | UT         | 219.887         | Salt Lake City   | Salt Lake City    | 29           | 4 ianuarie 1896   | Teritoriul Utah                                    |
| Vermont          | VT         | 24.923          | Montpelier       | Burlington        | 14           | 4 martie 1791     | cedat de New York                                  |
| Virginia[F]      | VA         | 110.785         | Richmond         | Virginia Beach    | 136          | 25 iunie 1788     | Colonia Virginia                                   |
| Virginia de Vest | WV         | 62.755          | Charleston       | Charleston        | 55           | 20 iunie 1863     | separat de Virginia în Războiul Civil American     |
| Washington       | WA         | 184.827         | Olympia          | Seattle           | 39           | 11 noiembrie 1889 | Teritoriul Washington                              |
| Wisconsin        | WI         | 169.639         | Madison          | Milwaukee         | 72           | 29 mai 1848       | Teritoriul Wisconsin                               |
| Wyoming          | WY         | 253.348         | Cheyenne         | Cheyenne          | 23           | 10 iulie 1890     | Teritoriul Wyoming                                 |

### Comitate
Subdiviziunile Statelor Unite ale Americii sunt la rândul lor împărțite în counties (comitate), cu excepția statelor Alaska, care folosește cuvintele borough sau census area și Louisiana care folosește termenul de parish (parohie). Boroughurile și parohii sunt aproximativ echivalente a unui comitat. Acele zone în Alaska care nu aparțin unui borough organizat se numesc unorganized borough (borough neorganizat). Acest borough neorganizat este împărțit în 11 census areas de Biroul Recensământului SUA. Census areas sunt subdiviziuni statale neorganizate cu populație extrem de redusă.
42 independet cities (orașe independente; Baltimore, Maryland, Carson City, Nevada, St. Louis, Missouri și 39 orașe în Virginia care nu fac parte de nici un comitat) și Districtul de Columbia (Washington, D.C.) sunt considerați ca un echivalent a unui comitat. Actualmente există un total de 3.143 de comitate și echivalente acestora în Statele Unite.

## District federal
Districtul Columbia (District of Columbia) este o subdiviziune sub controlul direct al guvernului federal. Capitala Statelor Unite ale Americii, orașul Washington, D.C., a fost obținut prin donație, în valoare totală de 100 mile pătrate (260 km2), de către statele Maryland și Virginia în 1791. Pe 9 septembrie 1791, orașul federal a fost numit în onoarea lui George Washington, iar districtul a fost numit Territory of Columbia (Teritoriul Columbiei). Cetățenii care locuiau în districtul federal nu mai erau considerați rezidenți ai statelor Maryland sau Virginia și nu au putut vota la alegerile prezidențiale, până la ratificarea Amendamentului al XXIII-a a Constituției Statelor Unite din 1961. În 1846, o parte din teritoriul a fost returnat statului Virginia.

## Insulele Minore Îndepărtate ale Statelor Unite
Nouă regiuni în Oceanul Pacific și Marea Caraibelor fac parte din Insulele Minore Îndepărtate ale Statelor Unite. Insulele nu au rezidenți permanenți și nu sunt administrate în mod colectiv.
| Numele insulei                                             | Suprafață (km²) | Coordonate                                    | Regiune          | Achiziție         |
| ---------------------------------------------------------- | --------------- | --------------------------------------------- | ---------------- | ----------------- |
| Insula Baker                                               | 1,64            | 0°11′42″N 176°28′42″V / 0.19500°N 176.47833°V | Insulele Phoenix | 28 octombrie 1856 |
| Insula Howland                                             | 1,84            | 0°48′26″N 176°37′1″V / 0.80722°N 176.61694°V  | Insulele Phoenix | 28 octombrie 1856 |
| Insula Jarvis                                              | 4,5             | 0°22′13″S 159°59′48″V / 0.37028°S 159.99667°V | Insulele Line    | 28 octombrie 1856 |
| [[File:\|23x15px\|border \|alt=\|link=]] Atolul Johnston   | 2,67            | 16°44′0″N 169°32′0″V / 16.73333°N 169.53333°V | Oceanul Pacific  | 6 septembrie 1859 |
| Reciful Kingman                                            | 0,012           | 6°24′35″N 162°23′12″V / 6.40972°N 162.38667°V | Insulele Line    | 8 februarie 1860  |
| Atolul Midway                                              | 6,23            | 28°13′0″N 177°22′0″V / 28.21667°N 177.36667°V | Insulele Hawaii  | 28 august 1867    |
| [[File:\|23x15px\|border \|alt=\|link=]] Insula Navassa[G] | 5,2             | 18°24′10″N 75°0′45″V / 18.40278°N 75.01250°V  | Marea Caraibilor | 31 octombrie 1858 |
| Atolul Palmyra                                             | 3,9             | 5°52′0″N 162°5′0″V / 5.86667°N 162.08333°V    | Insulele Line    | 21 februarie 1912 |
| Insula Wake[H]                                             | 7,37            | 19°18′0″N 166°38′0″E / 19.30000°N 166.63333°E | Oceanul Pacific  | 17 ianuarie 1899  |